# Coal Face
Pour plus de détails, voir Fiche technique et Distribution.
Coal Face est un court métrage documentaire britannique réalisé en 1935 par Alberto Cavalcanti et produit par John Grierson.

## Fiche technique
- Titre : Coal Face
- Réalisation : Alberto Cavalcanti
- Musique : Benjamin Britten
- Photographie : Stuart Legg et Basil Wright
- Montage : William Coldstream
- Production : John Grierson
- Société de production : GPO
- Pays de production :  Royaume-Uni
- Genre : Documentaire
- Durée : 11 minutes
- Date de sortie : 
  - Royaume-Uni : 1935